# Emil Väre
Emil Ernst Väre (Kärkölä, 28 settembre 1885 – Kärkölä, 31 gennaio 1974) è stato un lottatore finlandese.
Ha vinto due medaglie d'oro olimpiche nella lotta greco-romana, trionfando alle Olimpiadi di Stoccolma 1912 nella categoria pesi leggeri e alle Olimpiadi di Anversa 1920, anche in questo caso nella categoria pesi leggeri.
Ai campionati mondiali di lotta 1911 ha conquistato una medaglia d'oro nella categoria 73 kg.